# ナレンドラ・カーマーカー
ナレンドラ・クリシュナ・カーマーカー（Narendra Krishna Karmarkar、1957年 - ）はインドの数学者である。彼はカーマーカーのアルゴリズムを発見したことで名高い。彼はInstitute for Scientific InformationのISI最多被引用者に選ばれた。

## 略歴
カーマーカーはインド、グワーリヤルの一家に生まれた。彼は1978年、インド工科大学ボンベイ（ムンバイ）校にて電気工学のB.Tech、そして渡米後は計算機科学を専攻し、カリフォルニア工科大学にてM.S.、カリフォルニア大学バークレー校にてPh.D.の学位をそれぞれ授与されている。
彼がニュージャージー州のベル研究所に入所した1984年に先述のアルゴリズムを発見するという著名な結果を残した。のちに彼はインドに戻り、タタ・グループの研究機関であるムンバイ・タタ基礎研究所の教授だったこともある。
彼は現在新しいスーパーコンピュータのアーキテクチャ開発に従事している。彼のいくつかの構想がMITメディアラボ・Center for Bits and Atomsにより開催されたFab5カンファレンスにて披露されている。
カーマーカーは以下多くの賞を授与されている。
- Paris Kanellakis Award（英語版）[注釈 1]、ACM（2000年）。
- Distinguished Alumnus Award、カリフォルニア大学バークレー校計算機科学科（1993年）。
- Ramanujan Prize for Computing、Asian Institute Informatics（1989年）。
- ファルカーソン賞（離散数学部門）、AMSとMPS（英語版）による共同授与（1988年）。
- ベル研究所フェロー（1987年- ）。
- Texas Instruments Founders’ Prize（1986年）。
- Marconi International Young Scientist Award（1985年）。
- Frederick W. Lanchester Prize[4]、Institute for Operations Research and the Management Sciences（英語版）の"Best Published Contributions to Operations Research"による（1984年）。
- National Science Talent Award in Mathematics, India（1972年、インド）。

## 業績

### カーマーカーのアルゴリズム
カーマーカーのアルゴリズムは線形計画問題の最適解を多項式時間で導くものである。線形計画問題はいくつかの変数と制約式により記述される。線形計画問題の解空間は凸多面体で表せ、以前から良く知られた解法であるシンプレックス法は、辺をたどり頂点から頂点に移動して最適解に近づく。これに対し、カーマーカー法は新規性があり、立体内を横切って最適解に収束する。その結果、後者は最悪なケースにおいても複雑な最適化問題の解を前者に比べ高速に導き出す。この効率のよさを実際に生かし、例えば通信ネットワーク最適化に関する複雑な問題に対して解答に数週間かかったものが数日にまで短縮できた。このことから彼のアルゴリズムを利用することで事業決定や政策決定のさらなる高速化が可能となった。彼のアルゴリズムはのちに線形計画法の解法として広く利用される内点法と呼ばれる手法を発展させるのに一役買った。

### Paris Kanellakis Award
2000年、カーマーカーは彼の業績に対し、権威ある賞であるParis Kanellakis Award（パリス・カーネラキス賞）をACMから授与されている。受賞理由を引用すると、
| 「 | 彼は線形計画問題の多項式時間解法の理論化である内点法を発見し、さらに理論だけではなく内点法が線形計画問題の実用的な解法であることを示す実装も提示した。この2つの実績はともに線形計画問題の理論と実装に新たなる活気を与え、最適化コードを広く商業的に利用させることや、その効果を徐々に向上させる働きをもたらした。 | 」 |

### コンピュータ・アーキテクチャに関する研究

#### ガロア幾何学
内点法での業績を残したのち、カーマーカーは有限ガロア幾何学、とりわけ有限体上の射影幾何学の理論に基づく、スーパーコンピュータの新しいアーキテクチャを開発した。

#### 現在の研究
2007年、彼はタタ・グループ所属の電子計算機研究所と米ヒューレット・パッカードが開発したEKAに研究者として参加している。しかし、のちに彼はプロジェクトから離脱している。その理由をエコノミック・タイムズ紙は次のように述べている。
| 「 | ナレンドラ・カーマーカーは、プロジェクトの基本的な目標の時点で、タタと彼との間には相容れない違いが生まれたとET紙に述べている。「投資家への多大なリターンを生み出す点のみならず、私にはまた、このインドという国だけではなく、世界中の科学の発展のためにテクノロジーを利用するという大いなる展望があります。」彼はそう述べた。 | 」 |

現在彼は、sculpturing free space（彫刻自由空間）と彼が呼ぶ新しい理論を構築している（この概念は、きれいな角の折り方, folding the perfect corner、または折紙の数学と呼ばれよく知られている概念を非線形化したものである）。このアプローチにより、彼は機械の物理的設計にこの成果を応用、拡張することができた。現在彼は近年の業績を更新し、ウェブサイトにて公開している。この中には先述の拡張理論が含まれている。この新しい拡張理論について、2008年7月16日、ポーランドにおいて開催された"International Vacuum Nanoelectronics Conference"（IVNC）2008や2008年7月25日、MITにおいてプレゼンテーションが行われた。最近の業績はMIT・Center for Bits and Atomsにより開催されたFab5カンファレンスにて公開されている。